# Chifanicus divum
Chifanicus divum är en insektsart som först beskrevs av Steinmann 1965.  Chifanicus divum ingår i släktet Chifanicus och familjen gräshoppor. Inga underarter finns listade i Catalogue of Life.